# Козуб Костянтин Іванович
Костянтин Іванович Козуб (1 липня 1925, село Верхні Кугурешти, тепер Кухурештій-де-Сус Флорештського району, Молдова — ?) — молдавський радянський діяч, начальник Центрального статистичного управління Молдавської РСР, голова Державного комітету Ради міністрів Молдавської РСР із кінематографії. Кандидат у члени ЦК КП Молдавії в 1966—1971 та 1976—1981 роках. Член ЦК КП Молдавії в 1963—1966 та 1981—1990 роках. Депутат Верховної Ради Молдавської РСР 9—11-го скликань. Кандидат економічних наук (1970), доцент.

## Біографія
Народився в селянській родині.
У 1945 році працював завідувачем навчальної частини семирічної школи села Гура-Каменчій Флорештського району Молдавської РСР, з 1946 року — завідувачем навчальної частини, директором Кишинівської середньої школи № 12.
Член ВКП(б) з 1949 року.
У 1951 році закінчив Кишинівський державний педагогічний інститут.
У 1951—1952 роках — 2-й секретар Красноармійського районного комітету ЛКСМ Молдавії міста Кишинева.
У 1952 році — секретар Кишинівського окружного комітету ЛКСМ Молдавії.
У 1952—1955 роках — директор навчально-педагогічного видавництва «Шкоала советикэ».
У 1955—1956 роках — начальник Управління шкіл Міністерства освіти Молдавської РСР.
У 1956—1958 роках — слухач Вищої партійної школи при ЦК КПРС у Москві.
У 1958—1959 роках — завідувач відділу культури, освіти та охорони здоров'я Ради міністрів Молдавської РСР.
У 1959—1962 роках — завідувач відділу виконавчого комітету Кишинівської міської ради депутатів трудящих.
У 1962—1963 роках — директор кіностудії «Молдова-филм».
30 серпня 1963 — 1966 року — голова Державного комітету Ради міністрів Молдавської РСР із кінематографії.
У 1966—1973 роках — заступник голови Держплану Ради міністрів Молдавської РСР.
У 1973 — 13 вересня 1976 року — керуючий справами Ради міністрів Молдавської РСР.
13 вересня 1976 — 4 листопада 1986 року — начальник Центрального статистичного управління Молдавської РСР.
Подальша доля невідома.

## Нагороди
- два ордени Трудового Червоного Прапора
- два ордени «Знак Пошани»
- медалі
- Заслужений економіст Молдавської РСР (1979)